# Bågakälen
Bågakälen är ett naturreservat i Umeå kommun i Västerbottens län.
Området är naturskyddat sedan 2016 och är 201 hektar stort. Reservatet omfattar norra delen av berget Bågakälen, östra delen av berget Jämtlandskälen och ett myrområde kallat Stor-Lappmyran med Nymyrbäcken däremellan. Reservatet består av granskog med talar på myrarna.